# Seyyal Taner
Seyyal Taner (Şanlıurfa, 28 september 1952) is een Turkse zangeres.

## Biografie
Taner is vooral bekend vanwege haar deelname aan het Eurovisiesongfestival 1987. Samen met de band Lokomotif bracht ze het nummer Şarkım sevgi üstüne ten gehore. Turkije eindigde op een teleurstellende 22ste plek en laatste plaats. Turkije wist geen enkel punt te scoren. Dit zou haar evenwel niet beletten om een succesvolle carrière uit te bouwen in eigen land, zowel als zangeres alsook als actrice.
1975: Semiha Yankı · 
1978: Nilüfer & Nazar · 
1980: Ajda Pekkan · 
1981: Modern Folk Trio & Ayşegül · 
1982: Neco · 
1983: Çetin Alp & The Short Waves · 
1984: Beş Yıl Önce On Yıl Sonra · 
1985: MFÖ · 
1986: Klips ve Onlar · 
1987: Seyyal Taner & Lokomotif · 
1988: MFÖ · 
1989: Pan · 
1990: Kayahan · 
1991: İzel Çeliköz, Reyhan Karaca & Can Uğurluer · 
1992: Aylin Vatankoş · 
1993: Burak Aydos · 
1995: Arzu Ece · 
1996: Şebnem Paker · 
1997: Şebnem Paker & Grup Etnik · 
1998: Tüzmen · 
1999: Tuba Önal & Grup Mistik · 
2000: Pınar Ayhan & Grup SOS · 
2001: Sedat Yüce · 
2002: Buket Bengisu & Grup Safir · 
2003: Sertab Erener · 
2004: Athena · 
2005: Gülseren · 
2006: Sibel Tüzün · 
2007: Kenan Doğulu · 
2008: Mor ve Ötesi · 
2009: Hadise · 
2010: MaNga · 
2011: Yüksek Sadakat · 
2012: Can Bonomo